# Comendador

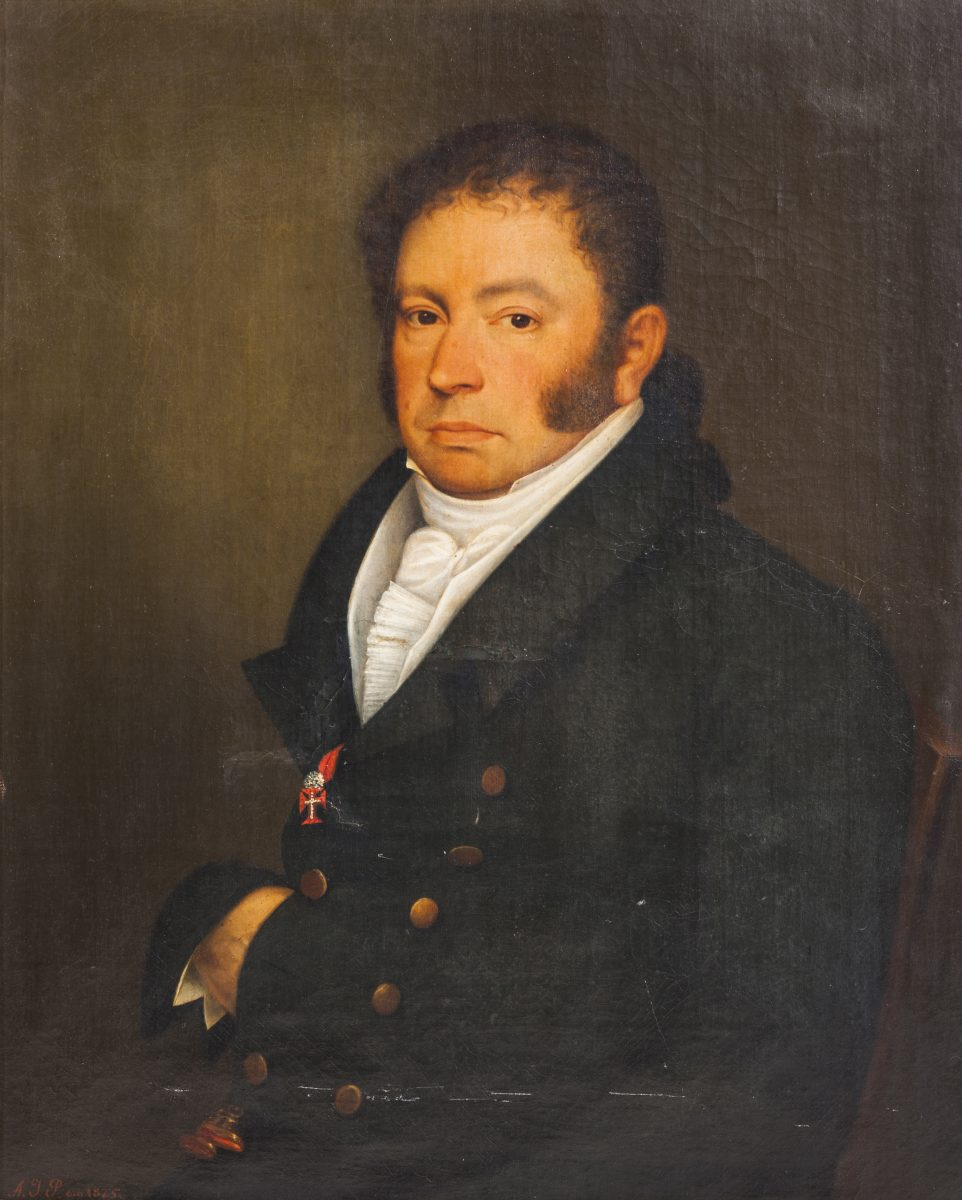
Comendador da Ordem de Cristo (1825)

Um comendador era um freire cavaleiro duma Ordem religiosa e Militar, nomeado para gerir uma comenda, ou seja um conjunto de bens (terras, padroado, fornos…) dessa mesma Ordem.
Nas "terras de combate" ( Terra Santa e sul da Península Ibérica), as comendas eram fortificações ou áreas rurais com um castelo  que o comendador tinha a obrigação de defender dos inimigos.
Atualmente (desde quando o liberalismo no século XIX extinguiu as comendas (bens imóveis), e incorporou os bens das Ordens regulares e militares aos bens do Tesouro Público (1834 em Portugal), refere-se a uma distinção de mérito duma Ordem honorífica, de grau intermediário, em forma de condecoração, medalha ou fita, que pende do pescoço, dada a personalidades que contribuem para o engrandecimento da sociedade, seja por seus trabalhos ou influência social, política ou económica.

## Origem
Comendador tem sua origem na palavra latina commendātor.
A função de Comendador apareceu no seio das Ordens Militares durante o Século XII, Portugal não se demarca da regra com  a primeira referência a um Comendador, datada  de 1146:  o de  Aboim da Nóbrega da Ordem do Hospital.

## Função de Comendador-Mor
É o segundo cargo mais importante duma Ordem Militar, depois do Grão-Mestre, ele é escolhido pelo Grão-Mestre ou eleito pelos freires, e assume o cargo de Grão-Mestre na ausência ou morte do próprio. Nesse ultímo caso, compete-lhe convocar o Capítulo Geral para eleição dum sucessor.

## Função de Comendador
O comendador era em primeiro um freire cavaleiro que devia pertencer a nobreza, ou seja era um monge e sobretudo um combatente, cuja primeira e principal obrigação:
| “ | É pelejar contra os inimigos da Cruz de Christo, estando sempre promptos com armas ( . . . ) todas as vezes que o Mestre lho mandar | ” |
|   | — Definições e Estatutos dos Cavalleiros e Freires da Ordem de Nosso Senhor Jesus Christo..                                         |   |

Em plena Idade Média, num sistema feudal, com guerras incessantes entre cristãos, com grande parte da Europa ocupada pelos “infiéis”, e sobretudo em plena Cruzada (ou guerra “Santa”). São Bernardo num texto dirigido aos cavaleiros do Templo (entre 1120 e 1136) tenta explicar esse dilema com esses argumentos: “eles não devem temer ofender Deus matando um inimigo, e não correm perigo se eles próprios se matarem, pois é por Jesus Cristo que eles dão ou recebem a morte, e que, não só não ofendem a Deus, mas também, adquirem uma grande glória”
Como monge devia ser noviço durante pelo menos um ano, e depois jurar, frente ao Grão Mestre, cumprir os três votos de, obediência, castidade e pobreza. As Ordens religiosa militar seguiam as regras cistercienses ou mais raramente as regras augustinianas. Essas regras eram rigorosas, e contemplava toda a vida do freire cavaleiro, tanto no aspeto militar como  religioso: A ética, a hierarquia, a organização interna, o vestuário, o armamento, a dieta… A disciplina era extrema, o empenho total, um cavaleiro em combate não podia fugir nem se render, preso pelo inimigo nunca havia resgate.
Tendo bem servido durante muitos anos, como freire cavaleiro, um irmão podia, por mérito, pretender ao cargo de comendador, e ver-se atribuído, pelo grão mestre, uma Comenda no máximo, de forma vitalícia na Ordem de Cristo (nas outros Ordens portuguesas, um comendador podia ficar com duas pequenas comendas mas durante um tempo limitado).
No seu dia a dia, como Comendador, ele tinha em primeiro que proceder a um inventário dos bens da sua comenda, depois proceder a vistoria desses bens, cobrar os foros e assinar os contratos de aforamento em procuração do grão mestre. Mas também de formar as armas, e a gestão da comenda, um freire mais novo.
Um comendador podia cumular as funções com as de alcaide, e nesse caso tinha o dever de defender essa fortaleza, como de zelar da manutenção da mesma e das armas ali armazenadas, como dos respetivos inventários.

## Os comendadores honorários

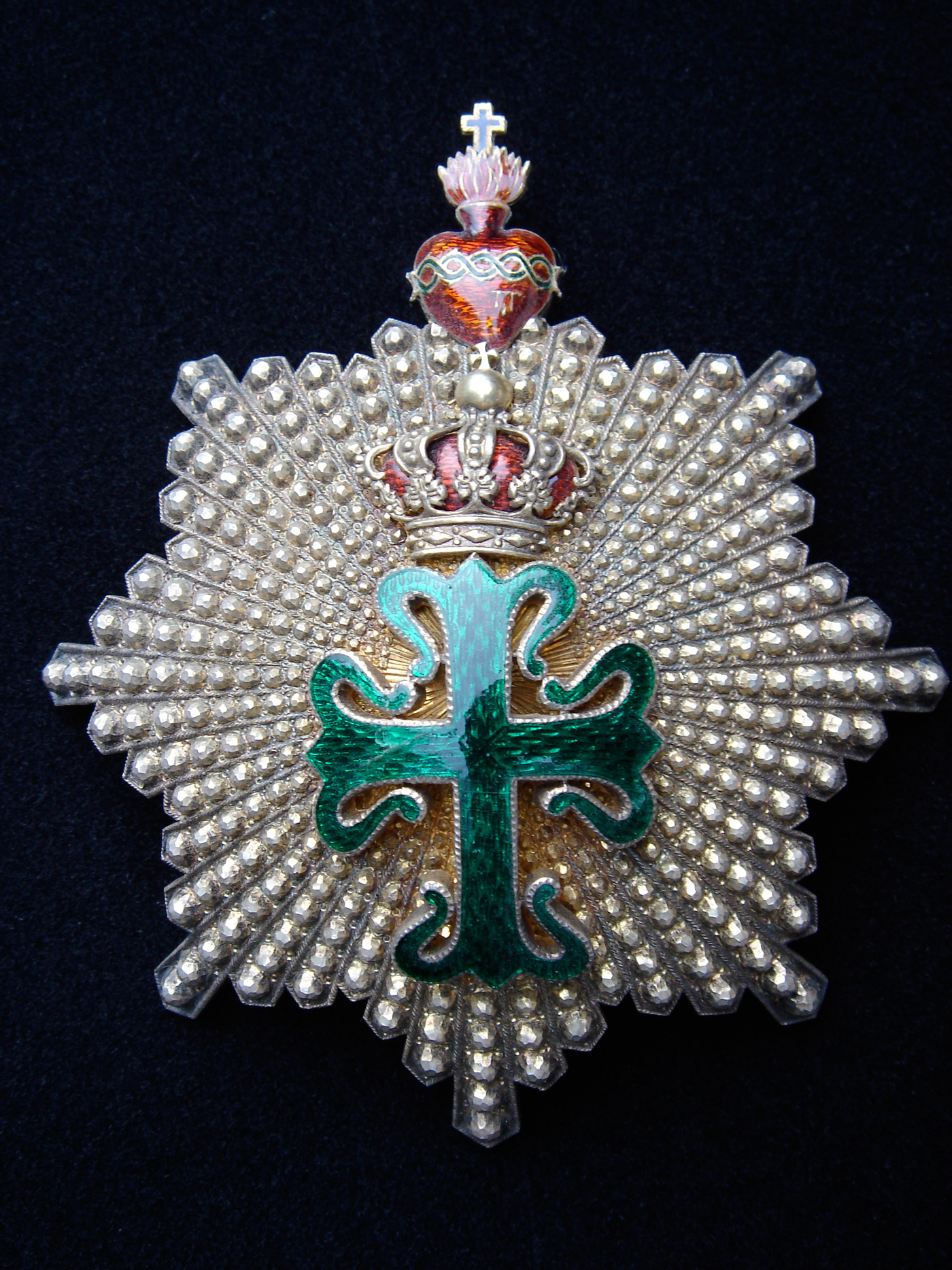
Placa de Comendador da Real Ordem Militar de São Bento de Avis (1894-1910)

Em Agosto de 1821, as Cortes decidiram que os pedidos do Rei, recebidos do Brasil, por concessão de comendas só podiam ser feitos, a titulo honorífico, ou seja sem tença. Essa decisão é confirmada pelas Cortes, já na presença do rei João VI em Portugal, em 14 de Dezembro de 1821. Assim, o Rei continuou a atribuir comendas, nomeando Comendadores, mas isso não passava duma mera condecoração já que não havia atribuição de terras e dos rendimentos associados.

Em Portugal em 1834, os bens das ordens militares são incorporados aos  Bens Nacionais para serem aplicados na amortização da dívida pública, e as comendas (bens imóveis), são extintas e pouco depois o património é vendido em hasta publica.